# May J.

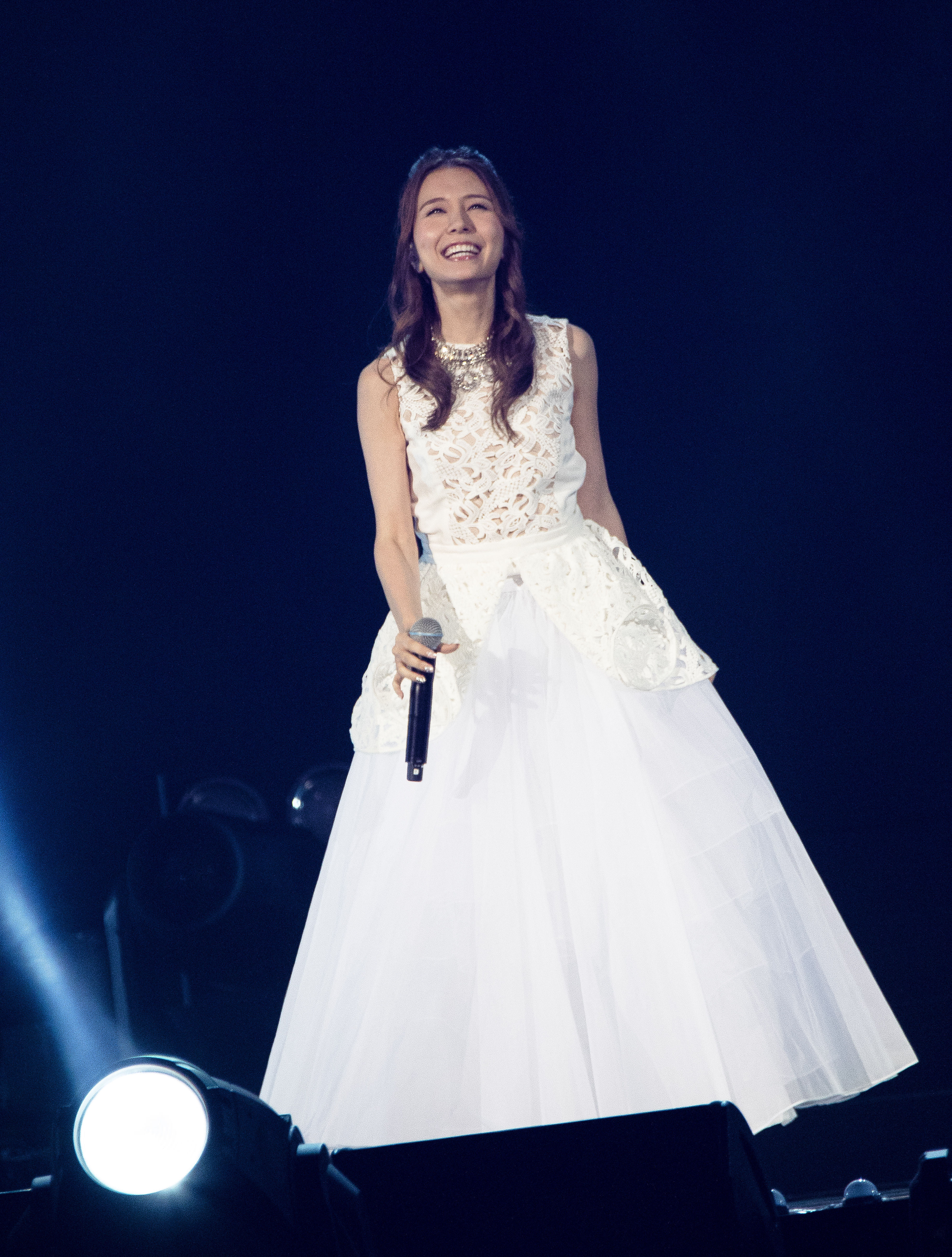
May J., 2015

May Hashimoto (jap. 橋本 芽生, Hashimoto Mei; * 20. Juni 1988 in Yokohama, Japan) ist eine japanische R&B- und Pop-Sängerin, auf der Bühne ist sie unter ihrem Pseudonym May J. bekannt.

## Leben und Karriere
Mays Mutter hat vermutlich iranische Vorfahren und ihr Vater ist Japaner. In der J-Melo-Folge vom 23. Juni 2013 (J-Melo in Turkey Part 2) sagte sie, dass sie ein Teil türkisch sei. Das J in ihrem Künstlernamen wird aus einem persischen Mädchennamen, welcher Jamileh heißt und so viel wie ‚wunderschön‘ bedeutet, abgeleitet. Hashimoto erlernte Farsi in ihrer frühen Kindheit nicht. Anfangs sah sie sich als Nachkommin von Amerikanern, bis sie bei einem Gespräch zwischen ihrer Mutter und ihrer Großmutter erfuhr, dass ihre Vorfahren aus dem Iran kamen. Im späteren Verlauf ihrer Schuljahre forschte sie auch in der persischen Musik und hörte Musik von Googoosh und Afshin. Sie äußerte sich später auch, dass sie hofft, im Iran zu debütieren. Seit ihrer Kindheit hört sie gerne Artisten wie Christina Aguilera und Whitney Houston, außerdem gewann sie bei einem Double-Kontest von MTV, wo sie Avril Lavigne coverte.
Mit 14 Jahren unterschrieb sie ihren ersten Plattenvertrag bei Sony Music Entertainment Japan und veröffentlichte am 12. Juli 2006 ihr erstes Extended Play, welches All My Girls hieß. Das Album wurde als eine Mischung aus den Stilen von Jennifer Lopez, Beyoncé und Rihanna, von der Plattenfirma Neosite Discs, einem Hip-Hop-Unterlabel von Ki/oon Records, welches ein Sub-Label von Sony Music Japan ist, vermarktet. Es wurde auch angehängt, dass dieser Stil in Japan noch nie zuvor existierte.
Seit Oktober 2008 moderiert sie auch, erst mit Shanti Snyder, die wöchentliche englische Sendung J-Melo, welche von NHK World ausgestrahlt wird. Im März 2010 entschied man sich May J. alleine moderieren zu lassen. Hier bekommt sie (überwiegend) japanische Künstler zu Gast, Reportagen werden gezeigt und die Sendung wird in 180 Ländern ausgestrahlt. Dies ist auch ein Grund, warum May J. mit vielen Künstlern in Kontakt ist.
An große Bekanntheit konnte sie allerdings erst 2009 knüpfen, denn mit der Veröffentlichung ihres zweiten Studioalbums Family landete sie erstmals auf Platz 4 der Oricon-Charts in Japan und konnte fast 100.000 verkaufte Einheiten einbringen. Seitdem veröffentlichte sie einige Singles, weitere Alben und aktuell ist sie bei der Plattenfirma Rhythm Zone, einem Sub-Label von Avex, unter Vertrag. Sie wirkte 2011 nebenbei in einer Kollaboration mit „Love Perfume“ für einen Duft mit dem Namen „Miss Jamileh“ mit.
Nach einigen erfolglosen Alben veröffentlichte sie schließlich am 6. Februar 2013 ihr erstes Kompilationsalbum mit dem Titel May J. Best: 7 Years Collection. Das Album hielt sich für mehr als 25 Wochen in den japanischen Oricon-Charts und ist somit ihr erstes Album mit solch einem langen Aufenthalt in den japanischen Charts. Außerdem verkaufte es sich mehr als 40.000-mal, was es somit zu ihrem erfolgreichsten Album seit Family (2009) macht. Im März 2013 veröffentlichte sie mit Flo Rida eine Neuauflage des Hits Sweet Spot, welcher ursprünglich ein Duett mit Jennifer Lopez war. Das Lied wurde als Download und nur in Japan veröffentlicht. Schließlich veröffentlichte sie auch ihr erstes Coveralbum am 19. Juni 2013 mit dem Titel Summer Ballad Covers. Es verkaufte sich in der ersten Woche 46.418-mal und machte es zu ihrer erfolgreichsten Verkaufswoche überhaupt, schließlich brach sie schon nach vier Wochen die 100.000-Marke und machte es zu ihrem seinerzeit erfolgreichsten Album. Sie coverte populäre japanische Balladen wie Precious von Yuna Itō oder First Love von Hikaru Utada. Das Coveralbum brach schließlich die 200.000-Marke. Mit dem enormen Erfolg wurde sie populärer denn je und veröffentlichte im Oktober ihre dritte EP Love Ballad, welche sich im Gegensatz zur zweiten EP Believin’..., mit ca. 50.000 verkauften Einheiten, um 1120 % in den Verkaufszahlen steigern konnte.
Am 5. Januar 2014 veröffentlichte sie ihre Download-Single Let It Go: Ari no Mama de (Let It Go ~ありのままで~), die als Abspannlied für die japanische Ausgabe vom US-amerikanischen Computeranimationsfilm Die Eiskönigin – Völlig unverfroren verwendet wurde. Das Lied wurde von der RIAJ im Mai des Jahres mit Gold, für 100.000 legale Downloads, ausgezeichnet. Zuvor veröffentlichte sie ihr zweites Coveralbum mit dem Titel Heartful Song Covers im März des Jahres. Das Album verkaufte sich fast 250.000-mal und ist damit ihr erfolgreichster Tonträger. Nach ihrer sechsten Single Hontō no Koi (本当の恋), womit sie erstmals mit einer Single in den Top 10 der japanischen Oricon-Charts platziert war, und ihrem siebten Studioalbum Imperfection veröffentlichte sie am 1. Januar 2015 ihre zweite Kompilation mit dem Titel W Best: Original & Covers, um eine neue Ära ihrer Karriere einzuleiten.

## Diskografie
Studioalben

| Jahr | Titel                   | Höchstplatzierung, Gesamtwochen, AuszeichnungChartsChartplatzierungen (Jahr, Titel, Platzierungen, Wochen, Auszeichnungen, Anmerkungen) | Anmerkungen                                                  |
| Jahr | Titel                   | JP | Anmerkungen                                                  |
| ---- | ----------------------- | --- | ------------------------------------------------------------ |
| 2007 | Baby Girl               | JP50 (7 Wo.)JP | Erstveröffentlichung: 5. Dezember 2007 Verkäufe JP: + 12.078 |
| 2009 | Family                  | JP4 Gold · (15 Wo.)JP | Erstveröffentlichung: 27. Mai 2009 Verkäufe JP: + 94.848     |
| 2010 | For You                 | JP9 (13 Wo.)JP | Erstveröffentlichung: 17. Februar 2010 Verkäufe JP: + 30.334 |
| 2011 | Colors                  | JP23 (4 Wo.)JP | Erstveröffentlichung: 26. Januar 2011 Verkäufe JP: + 8.243   |
| 2012 | Secret Diary            | JP35 (4 Wo.)JP | Erstveröffentlichung: 25. Januar 2012 Verkäufe JP: + 5.140   |
| 2012 | Brave                   | JP57 (2 Wo.)JP | Erstveröffentlichung: 5. Dezember 2012 Verkäufe JP: + 3.331  |
| 2014 | Imperfection            | JP3 (13 Wo.)JP | Erstveröffentlichung: 8. Oktober 2014 Verkäufe JP: + 39.917  |
| 2017 | Futuristic              | JP24 (3 Wo.)JP | Erstveröffentlichung: 25. Oktober 2017 Verkäufe JP: + 4.308  |
| 2021 | Silver Lining           | JP54 (2 Wo.)JP | Erstveröffentlichung: 8. Dezember 2021                       |
| 2022 | Bittersweet Song Covers | JP39 (5 Wo.)JP | Erstveröffentlichung: 9. November 2022 Verkäufe JP: + 1.130  |